# Conselho Internacional de Grandes Sistemas Elétricos
O Conselho Internacional de Grandes Sistemas Elétricos ou CIGRÉ  é uma organização global no campo da eletricidade de alta tensão. Foi fundado na França em 1921 e  sua Secretaria-Geral fica em Paris. Ele lida com os aspectos técnicos e económicos dos sistemas de produção e transmissão de energia elétrica, mas também os aspectos ambientais e de regulamentação.
Mais especificamente, o CIGRE tem por finalidade:
- facilitar o intercâmbio técnico entre os atores da produção e transmissão de energia no mundo;
- comunicar o estado da arte e o conhecimento técnico nessas áreas;
- informar os formuladores de políticas e reguladores no campo da alta-tensão na publicação de artigos em sua revista, Electra, publicação técnica de folhetos[2] ou através da organização de conferências bienais chamadas de sessões que são realizadas em anos pares, em Paris.

Ao longo dos anos o CIGRÉ tornou-se um privilegiado lugar de encontro de atores no campo da energia elétrica: pesquisadores, fabricantes, usuários, órgãos de normalização, etc. 
Até o início da década de 2000, o CIGRÉ era chamada a 'CIGRÉ', Conferência Internacional de Grandes Redes Elétricas.

## Organização interna
O trabalho dentro do CIGRÉ foi dividido em 16 Grupos  de Estudo Comissões :
- A1 Máquinas Eléctricas Rotativas
- A2 Transformadores
- A3 Equipamento de Alta Tensão (inclusive de alta tensão, transformador de corrente, transformador de tensão e descarregador de correntes de descargas)
- B1 Cabos Isolados
- B2 Linhas de Transporte
- B3 Subestações
- B4 HVDC e  Eletrônica de potência
- B5 Proteções e Automatismos
- C1 Desenvolvimento e Economia de Redes
- C2 Controle e Operação de Sistemas
- C3 Sistemas e meio Ambiente
- C4 Desempenho Técnico do sistema
- C5 Mercados da electricidade e regulação
- C6 Sistemas de Distribuição e Geração distribuída
- D1 Materiais e Técnicas de Teste Emergentes
- D2 Sistemas de Informação e Telecomunicações

## Atividades
Os eventos do CIGRÉ reúnem os Especialistas da indústria de eletricidade, a fim de aprimorar seus conhecimentos, expandir a sua rede de relacionamento e promover o conhecimento em novos sistemas e em inovações do setor.
O CIGRÉ organiza diversos tipos de eventos:
- Um congresso internacional, "a Sessão do CIGRE', ocorrendo a cada ano par, no Palais des Congrès de Paris (Porte Maillot), sempre na última semana de agosto. É um evento importante para a comunidade global de sistemas elétricos.
- CIGRÉ Sessão de 2016

Uma  Sessão do CIGRÉ  realizada de 21 a 26 de agosto de 2016, no Palais des Congrès de Paris, hospedou mais de 8 500 profissionais de 90 países. 
Este evento é sempre um ponto de encontro  para Empresas da área de energia elétrica, as Autoridades Reguladoras, os Produtores de eletricidade, Construtores, jovens engenheiros e outros Especialistas, que comparecem para serem informados sobre as últimas inovações, projetos de  P&D, e as perspectivas de futuro dos sistemas elétricos.
- Na segunda-feira, dia 6 de dezembro de 2021, foi realizada no Espace Hamelin - Prais XVI a Conférence du Centenaire, celebrando o centenário de fundação do CIGRÉ.

- Os anos ímpares são a ocasião de realização dos Simpósios ou Colóquios, um na primavera e outro no outono.